# پایزه
پایزه (مغولی میانه:Гэрэгэ، مغولی:Пайз، چینی:牌子 با تلفظ pàizi) لوحی بوده که توسط مقامات و فرستادگان مغول حمل می‌شد تا نشان‌دهندهٔ امتیازات و اختیارات خاصی بوده باشد. آنها به اَشراف و مقاماتِ مغول این امکان را می‌دادند که از مردم غیرنظامی، کالا و خدمات مطالبه کنند.
هرچند فقط باید به دارندگان پایزه سهمیه‌های مشخصی ارائه می‌شد، اما کسانی که چیزهای کمیاب نظامی حمل می‌کردند هم حتی بدون پایزه از این فرصت بهره‌مند می‌شدند. مقامات و اشراف امپراتوری مغول به طور غیررسمی پایزه صادر می‌کردند و غیرنظامیان را آزار می‌دادند. بنابراین اوگتای خان (۱۲۲۹-۱۲۴۱) صدور پایزه و یرلیغ توسط نجیب‌زادگان ممنوع کرد.
خان‌ها برای جذب بازرگانان و استعدادهای خارجی به ایشان پایزه می‌دادند و آنها را از مالیات معاف می‌کردند و به آنها اجازه می‌دادند از کاروان‌سراهای استفاده کنند. بیشتر این بازرگانان، شرکای تجاری مغولان بودند که به اُرتُق/اُرتُغ معروف بودند. با این حال، منکوقاآن خان (۱۲۵۱-۱۲۵۹) سوءاستفاده‌ها/استفاده‌ها از پایزه را محدود کرد و بازرسانِ امپراتوری را برای نظارت بر تجارت بازرگانانی که توسط مغول‌ها پشتیبانی می‌شدند فرستاد. او آنها را از استفاده از کاروان‌سراهای امپراتوری یا یام (زام) و پایزه منع کرد.
مارکوپولو که در زمان سلطنت قوبلای‌خان (۱۲۹۴-۱۲۶۰) از اراضی دودمان یوان بازدید کرد، توصیف خوبی از پایزه به جای گذاشته‌است.
غازان‌خان (۱۲۹۵–۱۳۰۴) شرط صدور یرلیغ را اصلاح کرد و فرم‌های تنظیم شده و مهرهای درجه‌بندی‌شده ساخت و دستور داد که گزارش همهٔ یرلیغ‌ها در پرونده‌های دادگاه نگهداری شوند و یرلیغ‌های قدیمی‌تر از ۳۰ سال و همچنین پایزه‌های قدیمی لغو شوند. او پایزه‌های نو را به دو ردیف درآورد و دستور داد که نام حاملان را بر روی آنها بگذارند تا از انتقال مالکیت آنها جلوگیری شود و دارندگان را موظف کرد در پایان دوره مقام رسمی از آنها صرف نظر کنند.
اگرچه پایزه توسط مغولان رایج شد، اما برخلاف ادعای رایج، ابداع ایشان نبود. چنین گذرنامه‌های مشابهی قبلاً در شمال چین تحت سلسله لیائو مورد استفاده قرار می‌گرفتند و استفاده از آنها در پادشاهی‌های بعدی مانند سلسله جین و پادشاهی تانگوت ژی شیا هم ادامه یافت. جین‌پایزه هفت درجهٔ مختلف داشت.

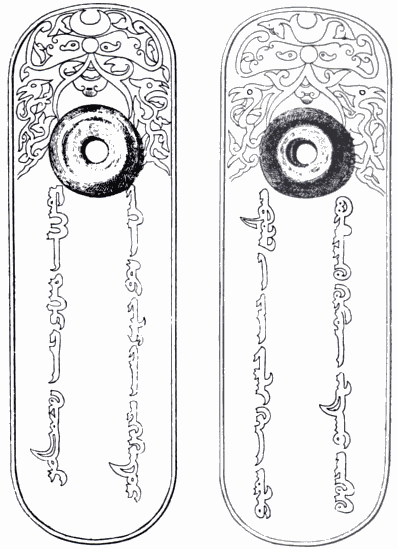
پایزه به خط مغولی که در قلمرو سابق تبار طلاییِ مغول-تُرک (Mongol Golden Horde) یافت شده‌است. (رودخانه دنیپر، ۱۸۴۵)
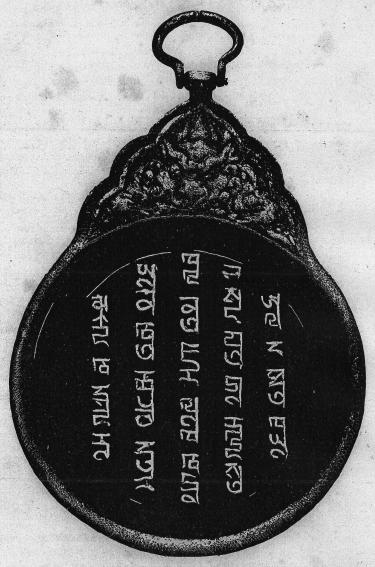
گذرنامهٔ رسمی با نوشتهٔ مغولی به خط فاگزپا (Phags-pa script) که می‌گوید:«به نام قدرت بهشت ابدی، [این،] دستور امپراتور [است]. هر کس [به حاملش] احترام نگذارد، مرتکب جرم شده‌است.»
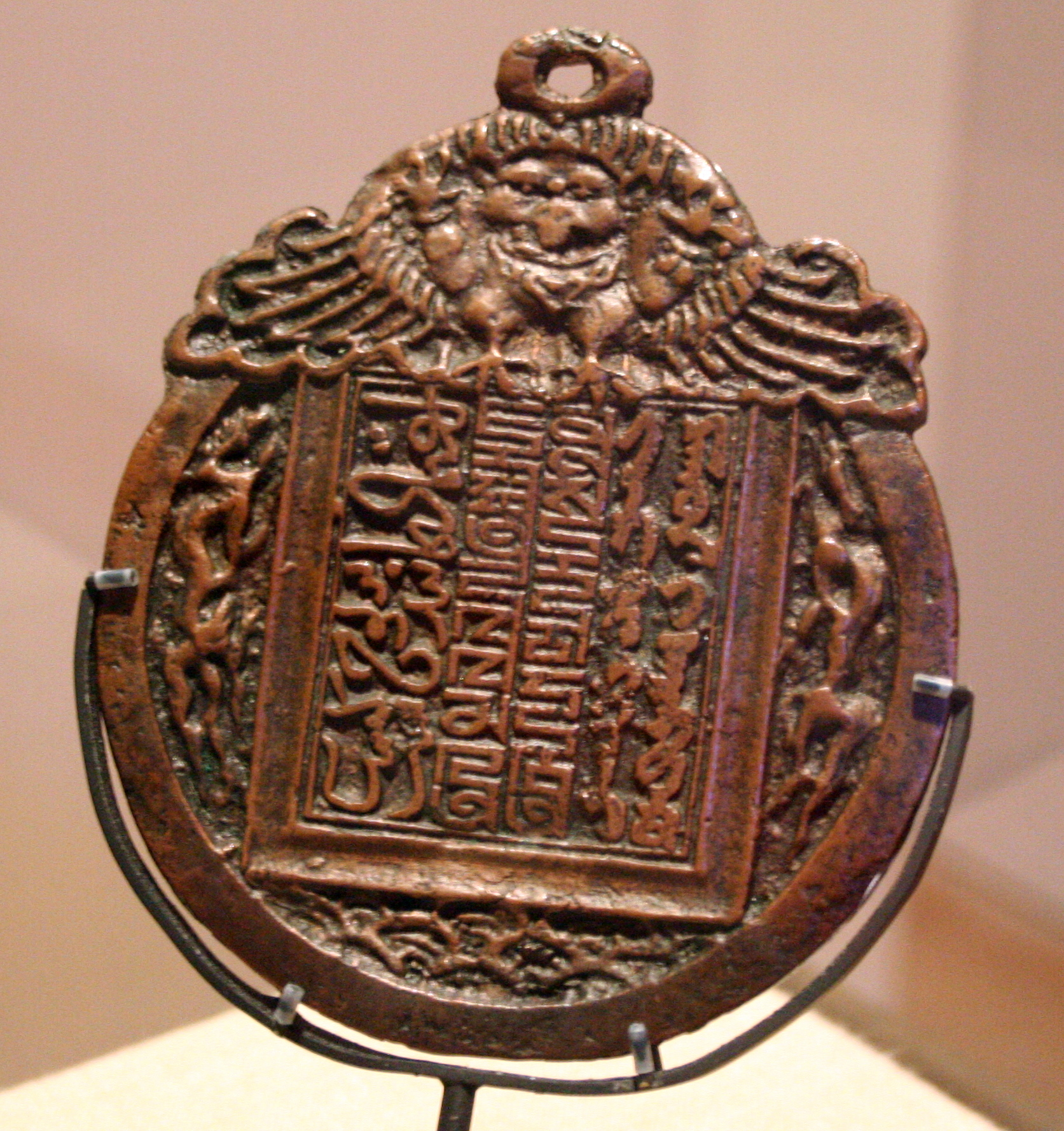
گذرنامهٔ گزمهٔ شبانگاهان در امپراتوری مغول، با نوشته‌ای فارسی (چپ)، مغولی با فاگزپا (وسط) و اویغوری (راست) که می‌گوید:«هشدار! مراقب بدکاران باشید.»

## منبع
1. ↑  Ata Malik Juvaini, trans. and ed. John Andrew Boyle, David Morgan-Genghis Khan: the history of the world conqueror, p.29
2. ↑  Enerelt Enkhbold (2019) The role of the ortoq in the Mongol Empire in forming business partnerships, Central Asian Survey, DOI: 10.1080/02634937.2019.1652799
3. ↑  Laurence Bergreen Marco Polo: from Venice to Xanadu, p.341
4. ↑  George Lane Genghis Khan and Mongol rule, p.34
5. ↑  John Man Xanadu: Marco Polo and Europe's Discovery of the East, p.36